# Frosthardr
Frosthardr est un groupe de black metal chrétien norvégien, formé en 1997. Le groupe joue un style de black metal plus brut avec des influences punk occasionnelles ou encore stoner et des paroles avec un point de vue chrétien. Le batteur Pål Daehlen est un ancien membre de l'influent groupe de dark metal Vaakevandring, et le chanteur guitariste Jokull a joué en tant que membre live du groupe Antestor. Frosthardr a obtenu une certaine notoriété dans les médias : ils sont apparus dans le film documentaire britannique Murder Music: A History of Black Metal en  et sont l'un des groupes vedettes du film documentaire de 2008, Light in Darkness – Nemesis Divina, sur black metal chrétien. Signé chez Momentum Scandinavia, le groupe a sorti une démo et deux EP. En 2007, ils ont donné des concerts au Elements of Rock et au Cornerstone Festival, Bushnell, Illinois, USA.
Un album est sorti fin 2018 sous le label Nordic Mission Productions.

## Histoire
En mars 1997, le bassiste Jokull a formé Frosthardr et a été rejoint par le chanteur Dr. E. Il est passé du champ à la guitare et Jokull a chanté tout en jouant de la basse. Après un certain temps, Jokull a commencé à chanter et jouer de la guitare.
En 2001, un batteur connu sous le nom de Savn les rejoint. Frosthardr a enregistré une démo de deux chansons intitulée Necrodisaster à l'été 2001. Ils se sont produits en direct en tant que groupe de trois musiciens aux côtés du groupe de métal gothique Grøde et Diamondog. En janvier 2002, Ozol rejoint Frosthardr à la basse. Necrodisaster 2002 est sorti en mars et Frosthardr a fait sa première vraie performance live à Askim Metal Night avec des groupes tels que Drottnar, Mondo Revolver, Bleedience et Questor. Plus tard cet été-là, ils ont joué au festival DP-Arts & Music à Blaker, en Norvège, aux côtés de plus de 50 autres groupes et artistes.
Le groupe faisait partie d'un album sampler pour Tarantula Promotions, intitulé Arachnid Terror Sampler, qui comprenait des groupes tels que Soul Embraced, Kekal et Frost Like Ashes.
Entre l'écriture de nouvelles chansons en 2003, Frosthardr a joué au Destructionfest à Londres, au Royaume-Uni, et au Nordic fest à Oslo, en Norvège, avant d'entrer en studio pour enregistrer leur premier EP Maktesløs . L'EP a été enregistré et mixé pendant l'hiver et sorti chez Momentum Scandinavia en mars 2004. Au cours du même mois Frosthardr et Drottnar ont fait une tournée en Suisse et en République tchèque, dont un concert au festival Elements of Rock en Suisse. Ils ont également joué du Metalafton à Alingsås en avril et quelques concerts en décembre 2004. Jokull a joué de la basse pour les concerts d'Anestor lors du Bobfest 2004. Au début de 2005, Frosthardr a fait aussi une mini-tournée avec le groupe néerlandais Slechtvalk .
Frosthardr a enregistré de nouveaux morceaux en 2006 et a sorti un premier EP, Varg, en 2007. En 2007, ils ont joué au Cornerstone Festival, sont apparus dans le film documentaire Murder Music: A History of Black Metal dans lequel le chanteur Ravn Furfjord révèle qu'« il est difficile de trouver des gens qui s'intéressent à ce genre de musique et partagent notre point de vue, le point de vue chrétien." Le groupe a participé au documentaire de 2008, Light in Darkness – Nemesis Divina, qui a été présenté dans des festivals de cinéma et de musique à travers le monde et traite du concept communément considéré comme « paradoxal » du black metal chrétien. Le documentaire a été produit par Stefan Rydehed, dont les travaux précédents incluent un documentaire sur le groupe de black metal norvégien Mayhem .
Ils ont sorti l'album éponyme Frosthardr le 1er décembre 2018 physiquement et l'album a ensuite été publié numériquement le 21 janvier 2019.

## Membres
Actuel
- Ravn "Jokull" Furfjord - guitare, chant (1997-présent), basse (1997)
- Dr. E - guitare, voix supplémentaires (1997-présent)
- Oddmund "Ozol" - basse (2002-présent)
- Pål "Savn" Dæhlen - batterie (2001-présent)

Live
- Morten "Sygmoon" Sigmund - claviers
- David "Djerv" Ryste - chant (2015-présent)

## Discographie
- Nécrocatastrophe (démo, 2002)
- Maktesløs (EP, 2004)
- Varg (EP, 2007)
- Frosthardr (album, 2018)